# Thalassodrilides belli
Thalassodrilides belli är en ringmaskart som först beskrevs av Cook 1974.  Thalassodrilides belli ingår i släktet Thalassodrilides och familjen glattmaskar. Inga underarter finns listade i Catalogue of Life.